# Gettin' Over You
Gettin' Over You je píseň francouzského elektro housového Dje Davida Guetty. Píseň pochází z jeho čtvrtého alba One Love. Produkce se ujal sám David Guetta, s písní mu vypomohl americký zpěvák Chris Willis. Původně se tato píseň jmenovala Getting Over. V remixu lze také slyšet Fergie, zpěvačku ze skupiny Black Eyed Peas a hip-hopovou skupinu LMFAO.

## Hitparáda
| Země           | Umístění |
| -------------- | -------- |
| Austrálie      | 5        |
| Nový Zéland    | 3        |
| Kanada         | 12       |
| Irsko          | 4        |
| Francie        | 1        |
| Velká Británie | 1        |
| USA            | 31       |
| Německo        | 15       |
| Evropa         | 2        |
| Česko          | 5        |